# Матаморос, Мариано

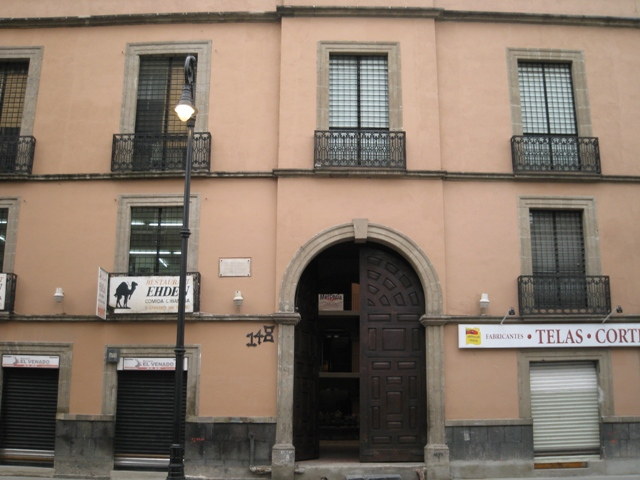
Дом в Мехико, где родился Мариано Матаморос

Мариано Матаморос-и-Гириди (исп. Mariano Matamoros y Guridi; 14 августа 1770 — 3 февраля 1814) — мексиканский католический священник и герой войны за независимость Мексики от Испании начала XIX века.

## Биография
Матаморос родился в Мехико в 1770 году. В юности изучал искусство и теологию. Образование в области искусства закончил в 1786 году. В 1796 году был рукоположен в сан католического священника, служил в нескольких храмах города. В это время проникся идеями независимости Мексики и по этой причине был арестован испанскими колониальными властями вскоре после начала войны за независимость. Из тюрьмы бежал и, в конце концов, 16 декабря 1811 года присоединился к революционной армии Хосе Марии Морелоса.
За день до битвы при Исукаре Морелос назначил Матамороса полковником и приказал создать отряд из населения Хантетелько. Матаморос собрал 2 полка конницы, 2 батальона пехоты и 1 батальон артиллерии, в общей сложности поставив под ружьё 2000 человек.
Во время осады Куаутлы с 9 февраля по 2 мая 1812 года Морелос оценил полководческие способности Матамороса и произвёл его в чин генерал-лейтенанта, фактически сделав вторым после себя в командовании армией. В результате ночной вылазки мексиканцы под началом Матамороса прорвали осаду и смогли присоединиться к Мигелю Браво в Акулько. После снятия осада с Куаутлы кампания продолжилась в провинции Оахака, столица которой была взята 25 ноября 1812 года. После этого Матаморос победил в нескольких сражениях: сначала при Санто-Доминго-Тонала против Мануэля Ламбрини, затем при Сан-Хуан-Коскоматепек и при Сан-Агустин-дель-Пальмар против Астурийского батальона.
Матаморос участвовал в сражении при Ломас-де-Санта-Мария при Вальядолиде (современная Морелия) в провинции Мичоакан. Повстанцы проиграли, и 5 января 1814 года их армия ушла в Пуруаран. Агустин де Итурбиде атаковал силы Морелоса и нанёс ему сокрушительное поражение. Матаморос пытался скрыться, переправившись через реку, но был захвачен Эусебио Родригесом, солдатом из батальона «Фронтера». Родригес получил 200 песо и повышение в звании.
Считается, что Морелос предлагал обменять Матамороса на 200 испанских солдат, но испанская колониальная администрация на обмен не пошла.
Матаморос был отстранён от служения и осуждён за измену. Он был расстрелян в Вальядолиде 3 февраля 1814 года.

## Наследие
В 1823 году Матаморос был признан героем Мексики. Его останки перенесены в основание монумента независимости в Мехико.
В честь Матамороса назван международный аэропорт в Куэрнаваке, города Исукар-де-Матаморос в штате Пуэбла, Матаморос в штате Коауила и Матаморос в штате Тамаулипас, поселение Мариано-Матаморос в штате Чиуауа. Его имя высечено золотыми буквами (бронзой с позолотой) на Стене почёта в зале заседаний Палаты депутатов мексиканского Конгресса.